# Southern Baptist Convention
Southern Baptist Convention (SBC), Southern Baptists (Sydstatsbaptisterna), är ett teologiskt konservativt baptistiskt kyrkosamfund i USA.
Organisationen grundades 1845 i Atlanta, Georgia. Högkvarteret finns numera i Nashville, Tennessee.

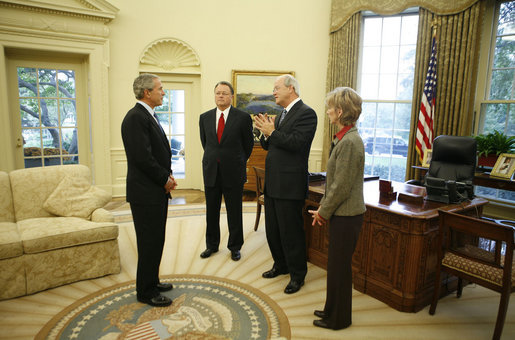
USA:s dåvarande president George W. Bush möter ledarna för Southern Baptist Convention i Ovala rummet en oktoberdag 2006. Från vänster: Bush, Dr. Morris Chapman, Dr. Frank Page och hans fru Dayle Page.

Med cirka 13 miljoner medlemmar i drygt 40 000 församlingar är detta det största protestantiska samfundet och efter den romersk-katolska kyrkan det största religiösa samfundet i USA. Samfundet är mycket starkt i delar av den amerikanska södern.
Teologiskt har SBC en evangelikal prägel, även om det tidvis har funnits mer moderata inslag. På senare år har dock den konservativa strömningen kommit att ta överhanden. Detta märks bland annat i beslutet att lämna Baptistiska världsalliansen med motiveringen att denna organisation är för teologiskt liberal och politiskt antiamerikansk.
Den betydligt mindre organisationen American Baptist Churches är, jämfört med sydstatsbaptisterna i Southern Baptist Convention, mer moderat eller liberal och ekumeniskt inriktad. 
Jimmy Carter lämnade rörelsen i oktober år 2000, sedan samfundet i juni samma år sagt nej till kvinnliga pastorer.

## Pelarnätverket
SBC har format ett internationellt nätverk bestående av över 180 församlingar i 46 olika länder. 
Majoriteten av församlingarna är amerikanska, församlingar i USA måste tillhöra SBC för att kunna vara del av nätverket. Församlingar i andra länder måste vara teologiskt närbesläktade.
Göteborgs 8:e baptistförsamling tillhör nätverket .